# Névlista
Névlista alatt olyan listát értünk, amelyen személyek nevei találhatóak, a gyakorlatban általában elérhetőségeikkel és/vagy személyes adataikkal együtt. A köznyelv névlistának nevezi a kutatás és a közvetlen üzletszerzés célját szolgáló név- és lakcímadatokat tartalmazó listákat. Ilyen listákat évtizedek óta használnak, főleg a kereskedelemben, amelyeken  általában üzleti partnerek, hirdetések lehetséges célpontjainak nevei és elérhetőségei (esetleg demográfiai adatai) találhatóak. Névlisták segítségével indítják el a  direkt marketing üzenteket. 

## Kritikák
A 2010-es években több alkalommal is a közbeszédbe került a különben egyértelmű, de amúgy csak szakmai körökben használt kifejezés, mivel többször merült fel személyes adatokkal visszaélés, illetve jogosulatlan adatgyűjtés, például az úgynevezett HÖK-lista vagy a Kubatov-lista esetében. Nemegyszer a listázás a második és harmadik Orbán-kormány érdekköreinek tevékenységéhez volt köthető.
A névlistákon található egyéb adatok birtoklása és használata (az adatok típusától függően) jogi aggályokat is felvethet, például személyes adatokkal való visszaélés gyanúját.[forrás?]
A feltöltős SIM-kártyákkal kapcsolatos 2016–2017-es botrányok keretében többször is felmerült, hogy a nepperek az úgynevezett „anonim” SIM-kártyákat jogosulatlanul begyűjtött személyes adatok felhasználásával regisztrálták.

## Jogi szabályozása Magyarországon
A kutatás és a közvetlen üzletszerzés célját szolgáló név- és lakcímadatok kezeléséről a többször módosított 1995. évi CXIX. törvény rendelkezik.